# 都贵玛
都贵玛（1942年4月—），女，蒙古族，中国共产党党员，内蒙古乌兰察布市四子王旗脑木更边防派出所辖区牧民、产科医生。

## 生平
1942年出生于乌兰察布盟（今乌兰察布市）四子王旗脑木更苏木一个普通牧民家庭。从小跟随大人们一起放牧、挤奶、打草。父母亲在她4岁那年去世，她一直由姨妈养大。
1960年代初的困难时期，物资匮乏、食品奇缺。三千多名上海孤儿在周恩来总理和乌兰夫同志的安排下，被送到内蒙古大草原。1961年9月，年仅19岁的她走进了乌兰察布四子王旗保育院，承担起抚养分配到旗里28个孤儿的任务。
1974年1月，加入中国共产党。同年，她率先参加了旗医院的医学培训。她一边放牧一边学习，时常请教附近的妇科大夫。随后，她逐步掌握了一套在简陋条件下接产的独特方法，挽救了许多年轻母亲的生命。
晚年时，都贵玛和女儿旭日一家仍生活在乌兰察布市四子王旗。

## 荣誉
- “全国三八红旗手”[4]称号
- 全国民族团结先进个人
- 第二届中国“十杰母亲”荣誉称号（2006年）[5]
- “全国道德模范”提名奖（2007年）[6]
- “边疆之星”称号（2012年）[7]
- “人民楷模”国家荣誉称号（2019年）
- “最美奋斗者”（2019年）[8]
- 上海市荣誉市民（2021年）[9]